# Jim Gannon
Jim Paul Gannon (Southwark, 7 september 1968) is een Ierse voormalig voetballer en huidig voetbaltrainer.
Hij speelde onder meer 10 jaar als verdediger voor Stockport County. Gannon was trainer van onder meer Port Vale, Peterborough United FC en Motherwell FC.

## Erelijst

### Als speler
- League of Ireland Premier Division: 1987/88, 2001/02, 2003
- FAI Cup: 1988

### Als trainer
- Football League Two play-offs: 2008
- Cheshire Senior Cup: 2016
- Scottish Premier League Manager of the Month: oktober 2009
- National League North Manager of the Month: december 2016
- National League North: 2019